# Quiçama
Quiçama (o Kissama) è una municipalità dell'Angola appartenente alla Provincia del Bengo. Ha 29.905 abitanti (stima del 2006) ed una superficie di 12.046 km².
Il principale comune è Muxima.